# Luis Manuel Fernández Portocarrero y Guzmán
Luis Manuel Fernández Portocarrero y Guzmán (Palma del Río, 8 gennaio 1635 – Madrid, 14 settembre 1709) è stato un cardinale e arcivescovo cattolico spagnolo.

## Biografia
Luis Manuel Fernández Portocarrero y Guzmán nacque l'8 gennaio 1635 a Palma del Río, nella diocesi di Cordova, figlio minore del conte di Palma e Marchese di Almenares, Luis Andrés Fernández Portocarrero e di Leonor de Guzmán. Fu zio del cardinale Luis Antonio Fernández de Córdoba Portocarrero Guzmán y Aguilar. Da alcuni testi è anche indicato come Louis de Porto Carrero e Fernández de Portocarrero.
Iniziò i propri studi presso la Real Universidad de Toledo, ove si laureò in teologia, venendo quindi ordinato sacerdote. Entrato nell'orbita della cattedrale di Toledo ne divenne dapprima canonico e poi decano.
Creato cardinale "in pectore" il 5 agosto 1669, venne pubblicato il 29 novembre 1669. Prese parte al conclave del 1669-1670 che elesse papa Clemente X, giungendo a Roma il 19 aprile 1670, ed entrando nel conclave il 23 aprile.
Il 19 maggio 1670 ricevette la porpora cardinalizia con il titolo di Santa Sabina e prese parte nuovamente al conclave del 1676 che elesse Innocenzo XI. Divenuto amministratore apostolico della sede di Toledo durante la vacanza della medesima (1665-1666), divenne vicario per gli affari temporali e spirituali dell'arcidiocesi dal 1666 al 1677. Cappellano reale, declinò la promozione alla sede metropolitana di Granada. Divenuto viceré di Sicilia, il 4 maggio 1677, occupò tale posto sino al 1678.
Eletto arcivescovo di Toledo il 20 dicembre 1677, venne consacrato sabato 16 gennaio 1678 a Palermo, per mano di Jaime de Palafox y Cardona, arcivescovo di Palermo, assistito da Juan Ruano Corrionero, arcivescovo di Monreale e da Francisco Arata, vescovo di Lipari.
Non partecipò al conclave del 1689 che elesse a pontefice Alessandro VIII e neppure prese parte al conclave del 1691, che elesse Innocenzo XII. Optò per l'ordine dei vescovi e per la sede suburbicaria di Palestrina il 27 gennaio 1698, non prendendo parte però al conclave del 1700 che elesse Clemente XI.
Nominato presidente del Consiglio di Reggenza spagnolo, fu l'esecutore testamentario di re Carlo II di Spagna, favorendo nel contempo l'ascesa di Filippo di Borbone al trono spagnolo. Anche la sua nomina fu in parte una delle cause che fece scattare la Guerra di successione spagnola, ma lo ricompensò ampiamente dopo che Filippo V ebbe cinta la corona spagnola, in quanto egli divenne suo braccio destro negli affari della corona, divenendo Governatore del Regno di Spagna dal 18 febbraio 1702. Per gli intrighi invidiosi della Principessa di Ursinos, cadde in disgrazia e rinunciò ai propri incarichi nel 1703. Per tutta risposta, dal 1706 diede il proprio appoggio all'arciduca Carlo d'Austria, uno dei contendenti al trono spagnolo, ma rettificò le proprie posizioni due mesi dopo quando Filippo V ribadì senza discussioni la propria sovranità sullo stato spagnolo.
Morì il 14 settembre 1709 a Madrid e la sua salma venne esposta alla pubblica venerazione nella cattedrale di Toledo e sepolto quindi nella cappella della "Bienaventurada Virgen María" della medesima cattedrale. La notizia della sua morte raggiunse Roma il 12 ottobre 1709.

## Genealogia episcopale e successione apostolica
La genealogia episcopale è:
- Cardinale Guillaume d'Estouteville, O.S.B.Clun.
- Papa Sisto IV
- Papa Giulio II
- Cardinale Raffaele Sansone Riario
- Papa Leone X
- Papa Paolo III
- Cardinale Francesco Pisani
- Cardinale Alfonso Gesualdo di Conza
- Papa Clemente VIII
- Cardinale Pietro Aldobrandini
- Cardinale Laudivio Zacchia
- Cardinale Antonio Barberini, O.F.M.Cap.
- Cardinale Marcantonio Franciotti
- Cardinale Giambattista Spada
- Cardinale Carlo Pio di Savoia
- Arcivescovo Jaime de Palafox y Cardona
- Cardinale Luis Manuel Fernández Portocarrero y Guzmán

La successione apostolica è:
- Vescovo Francisco Zapata Vera y Morales (1680)
- Vescovo Juan Marín y Rodezno (1681)
- Vescovo Benito Ignacio Salazar Goiri, O.S.B. (1683)
- Vescovo Anselmo Gómez de la Torre, O.S.B. (1690)
- Arcivescovo Francesco di Sobre Casas, O.P. (1690)
- Vescovo José de Barcia y Zambrana (1691)
- Patriarca Pedro Portocarrero y Guzmán (1691)
- Vescovo Toribio de Mier (1693)
- Vescovo Bartolomé Espejos y Cisneros (1693)
- Vescovo José de Jesús María Fajardo, O.A.D. (1693)
- Vescovo Pedro de Palacios y Tenorio, O.P. (1693)
- Vescovo Damián Francisco Cornejo, O.F.M. (1694)
- Vescovo Bartolomé de Ocampo y Mata (1695)
- Vescovo Ildefonso de Talavera, O.S.Io.Hieros. (1696)